# Islanda ai Giochi della XX Olimpiade
L'Islanda partecipò ai Giochi della XX Olimpiade che si sono svolti a Monaco di Baviera dal 26 agosto all'11 settembre 1972, con una delegazione di 25 atleti impegnati in 4 discipline per un totale di 16 competizioni. Il portabandiera fu il pallamanista Geir Hallsteinsson, alla sua prima Olimpiade.
Fu la decima partecipazione di questo paese ai Giochi. Non fu conquistata nessuna medaglia.